# Пеллиссье, Серджо
Се́рджо Пеллиссье́ (итал. Sergio Pellissier; 12 апреля 1979, Аоста, Италия) — итальянский футболист, нападающий.

## Карьера
Родом из Фенисa, Пеллиссье воспитанник «Торино», он дебютировал в основе команды в серии В в 1997 году. В 1998 году был отдан в аренду в клуб «Варезе», выступавший в серии С1, где стал лидером команды, проведя 53 матча и забив 9 голов. В 2000 году Пеллиссье вернулся в «Кьево», но не сыграв ни одного матча, уже в январе на правах аренды перешёл в клуб СПАЛ, в котором за 44 матча забил 17 голов.
В 2002 году Пеллиссье во второй раз вернулся в «Кьево», где скоро стал игроком основы, а затем и лидером клуба. В сезоне 2006/07 Пеллисье был признан лучшим игроком клуба по голосованию болельщиков и в межсезонье получил капитанскую повязку. В сезоне 2008/09 Пеллисье выступал блестяще, забив два гола в ворота «Лацио» 15 марта и три мяча в ворота «Ювентуса» 5 апреля.
Летом 2010 года Пеллиссье активно интересовался «Наполи», но всё же футболист остался в «Кьево».
6 ноября 2016 года провёл свой 400-й матч в серии A («Кьево» — «Ювентус» — 1:2), в котором забил единственный гол своей команды.

## Статистика
| Статистика клубных выступлений Пеллиссье (на 12 сентября 2010) | Статистика клубных выступлений Пеллиссье (на 12 сентября 2010) | Статистика клубных выступлений Пеллиссье (на 12 сентября 2010) | Статистика клубных выступлений Пеллиссье (на 12 сентября 2010) | Статистика клубных выступлений Пеллиссье (на 12 сентября 2010) | Статистика клубных выступлений Пеллиссье (на 12 сентября 2010) | Статистика клубных выступлений Пеллиссье (на 12 сентября 2010) | Статистика клубных выступлений Пеллиссье (на 12 сентября 2010) | Статистика клубных выступлений Пеллиссье (на 12 сентября 2010) | Статистика клубных выступлений Пеллиссье (на 12 сентября 2010) | Статистика клубных выступлений Пеллиссье (на 12 сентября 2010) | Статистика клубных выступлений Пеллиссье (на 12 сентября 2010) | Статистика клубных выступлений Пеллиссье (на 12 сентября 2010) | Статистика клубных выступлений Пеллиссье (на 12 сентября 2010) | Статистика клубных выступлений Пеллиссье (на 12 сентября 2010) | Статистика клубных выступлений Пеллиссье (на 12 сентября 2010) |
| Сезон                                                          | Клуб                                                           | Чемпионат                                                      | Чемпионат                                                      | Чемпионат                                                      | Кубок                                                          | Кубок                                                          | Кубок                                                          | Еврокубки                                                      | Еврокубки                                                      | Еврокубки                                                      | Прочие                                                         | Прочие                                                         | Прочие                                                         | Всего                                                          | Всего                                                          |
| Сезон                                                          | Клуб                                                           | Лига                                                           | Игры                                                           | Голы                                                           | Кубок                                                          | Игры                                                           | Голы                                                           | Кубок                                                          | Игры                                                           | Голы                                                           | Турнир                                                         | Игры                                                           | Голы                                                           | Игры                                                           | Голы                                                           |
| -------------------------------------------------------------- | -------------------------------------------------------------- | -------------------------------------------------------------- | -------------------------------------------------------------- | -------------------------------------------------------------- | -------------------------------------------------------------- | -------------------------------------------------------------- | -------------------------------------------------------------- | -------------------------------------------------------------- | -------------------------------------------------------------- | -------------------------------------------------------------- | -------------------------------------------------------------- | -------------------------------------------------------------- | -------------------------------------------------------------- | -------------------------------------------------------------- | -------------------------------------------------------------- |
| 1996/97                                                        | Торино                                                         | Серия B                                                        | 1                                                              | 0                                                              | Кубок Италии                                                   | 0                                                              | 0                                                              | -                                                              | -                                                              | -                                                              | -                                                              | -                                                              | -                                                              | 1                                                              | 0                                                              |
| 1997/98                                                        | Торино                                                         | Серия B                                                        | 0                                                              | 0                                                              | Кубок Италии                                                   | 0                                                              | 0                                                              | -                                                              | -                                                              | -                                                              | -                                                              | -                                                              | -                                                              | 0                                                              | 0                                                              |
| 1998/99                                                        | Торино                                                         | Серия B                                                        | 0                                                              | 0                                                              | Кубок Италии                                                   | 0                                                              | 0                                                              | -                                                              | -                                                              | -                                                              | -                                                              | -                                                              | -                                                              | 0                                                              | 0                                                              |
| Всего за «Торино»                                              | Всего за «Торино»                                              | Всего за «Торино»                                              | 1                                                              | 0                                                              |                                                                | 0                                                              | 0                                                              |                                                                |                                                                |                                                                |                                                                |                                                                |                                                                | 1                                                              | 0                                                              |
| сент. 98                                                       | Варезе                                                         | Серия С1                                                       | 27                                                             | 4                                                              | Кубок Италии                                                   | 0                                                              | 0                                                              | -                                                              | -                                                              | -                                                              | -                                                              | -                                                              | -                                                              | 27                                                             | 4                                                              |
| 1999/00                                                        | Варезе                                                         | Серия С1                                                       | 26                                                             | 5                                                              | Кубок Италии                                                   | 0                                                              | 0                                                              | -                                                              | -                                                              | -                                                              | -                                                              | -                                                              | -                                                              | 26                                                             | 5                                                              |
| Всего за «Варезе»                                              | Всего за «Варезе»                                              | Всего за «Варезе»                                              | 53                                                             | 9                                                              |                                                                | 0                                                              | 0                                                              |                                                                |                                                                |                                                                |                                                                |                                                                |                                                                | 53                                                             | 9                                                              |
| 2000/01                                                        | Кьево                                                          | Серия B                                                        | 0                                                              | 0                                                              | Кубок Италии                                                   | 0                                                              | 0                                                              | -                                                              | -                                                              | -                                                              | -                                                              | -                                                              | -                                                              | 0                                                              | 0                                                              |
| Всего за «Кьево»                                               | Всего за «Кьево»                                               | Всего за «Кьево»                                               | 0                                                              | 0                                                              |                                                                | 0                                                              | 0                                                              |                                                                |                                                                |                                                                |                                                                |                                                                |                                                                | 0                                                              | 0                                                              |
| янв. 01                                                        | СПАЛ                                                           | Серия С1                                                       | 14                                                             | 3                                                              | -                                                              | -                                                              | -                                                              | -                                                              | -                                                              | -                                                              | -                                                              | -                                                              | -                                                              | 14                                                             | 3                                                              |
| 2001/02                                                        | СПАЛ                                                           | Серия С1                                                       | 30                                                             | 14                                                             | Кубок Италии                                                   | 0                                                              | 0                                                              | -                                                              | -                                                              | -                                                              | -                                                              | -                                                              | -                                                              | 30                                                             | 14                                                             |
| Всего за СПАЛ                                                  | Всего за СПАЛ                                                  | Всего за СПАЛ                                                  | 44                                                             | 17                                                             |                                                                | 0                                                              | 0                                                              |                                                                |                                                                |                                                                |                                                                |                                                                |                                                                | 44                                                             | 17                                                             |
| 2002/03                                                        | Кьево                                                          | Серия А                                                        | 25                                                             | 5                                                              | Кубок Италии                                                   | 4                                                              | 0                                                              | -                                                              | -                                                              | -                                                              | -                                                              | -                                                              | -                                                              | 29                                                             | 5                                                              |
| 2003/04                                                        | Кьево                                                          | Серия А                                                        | 27                                                             | 3                                                              | Кубок Италии                                                   | 1                                                              | 0                                                              | -                                                              | -                                                              | -                                                              | -                                                              | -                                                              | -                                                              | 28                                                             | 3                                                              |
| 2004/05                                                        | Кьево                                                          | Серия А                                                        | 34                                                             | 7                                                              | Кубок Италии                                                   | 0                                                              | 0                                                              | -                                                              | -                                                              | -                                                              | -                                                              | -                                                              | -                                                              | 34                                                             | 7                                                              |
| 2005/06                                                        | Кьево                                                          | Серия А                                                        | 34                                                             | 13                                                             | Кубок Италии                                                   | 2                                                              | 0                                                              | -                                                              | -                                                              | -                                                              | -                                                              | -                                                              | -                                                              | 36                                                             | 13                                                             |
| 2006/07                                                        | Кьево                                                          | Серия А                                                        | 36                                                             | 9                                                              | Кубок Италии                                                   | 0                                                              | 0                                                              | ЛЧ+КУЕФА                                                       | 2+0                                                            | 0                                                              | -                                                              | -                                                              | -                                                              | 38                                                             | 9                                                              |
| 2007/08                                                        | Кьево                                                          | Серия В                                                        | 38                                                             | 22                                                             | Кубок Италии                                                   | 1                                                              | 0                                                              | -                                                              | -                                                              | -                                                              | -                                                              | -                                                              | -                                                              | 39                                                             | 22                                                             |
| 2008/09                                                        | Кьево                                                          | Серия А                                                        | 38                                                             | 13                                                             | Кубок Италии                                                   | 1                                                              | 1                                                              | -                                                              | -                                                              | -                                                              | -                                                              | -                                                              | -                                                              | 39                                                             | 14                                                             |
| 2009/10                                                        | Кьево                                                          | Серия А                                                        | 35                                                             | 11                                                             | Кубок Италии                                                   | 1                                                              | 1                                                              | -                                                              | -                                                              | -                                                              | -                                                              | -                                                              | -                                                              | 36                                                             | 12                                                             |
| 2010/11                                                        | Кьево                                                          | Серия А                                                        | 2                                                              | 2                                                              | Кубок Италии                                                   | 0                                                              | 0                                                              | -                                                              | -                                                              | -                                                              | -                                                              | -                                                              | -                                                              | 2                                                              | 2                                                              |
| Всего за «Кьево»                                               | Всего за «Кьево»                                               | Всего за «Кьево»                                               | 269                                                            | 85                                                             |                                                                | 10                                                             | 2                                                              |                                                                | 2                                                              | 0                                                              |                                                                |                                                                |                                                                | 284                                                            | 87                                                             |
| Всего                                                          | Всего                                                          | Всего                                                          | 370                                                            | 111                                                            |                                                                | 10                                                             | 2                                                              |                                                                | 2                                                              | 0                                                              |                                                                |                                                                |                                                                | 382                                                            | 113                                                            |